# Piotr Hlebowicz
Piotr Jan Hlebowicz (ur. 2 marca 1963 w Morągu) – działacz podziemia niepodległościowego, literat.

## Życiorys
Syn Jerzego i Anny. Od września 1980 roku działał w strukturach NSZZ „Solidarność” Rolników Indywidualnych, w 1981 roku wraz z ojcem brał udział w tworzeniu struktur „S” RI w rejonie Gdowa. Uczył się w Liceum Rolniczym w Gdowie, z którego został wydalony w 1982 roku. W 1982 roku był jednym z założycieli podziemnego pisma „Kurierek B”, które ukazywało się w rejonie Bochni. W 1982 roku został w Małopolsce jednym z koordynatorów Ogólnopolskiego Komitetu Oporu Rolników (OKOR). Wszedł do Porozumienia Prasowego Solidarność Zwycięży i zajmował się drukowaniem pism „Żywią i Bronią”, „Vade Mecum” i „Solidarność Zwycięży”. Był autorem tekstów, członkiem redakcji oraz organizował działalność wydawniczą. Na swojej posesji w Zagórzanach zbudował w 1983 roku ukryte pomieszczenie (bunkier), w którym umieścił drukarnię. 
W 1985 roku został członkiem Solidarności Walczącej, w latach 1986–1991 był koordynatorem Krakowskiego Oddziału SW w ramach której brał udział w przygotowywaniu pomocy represjonowanym, akcjach ulotkowych, plakatowych oraz malowaniu haseł na murach. W 1988 roku został jednym z organizatorów Wydziału Wschodniego SW, który zajmował się transportem sprzętu i materiałów poligraficznych do Związku Socjalistycznych Republik Radzieckich, kontaktami z tamtejszą opozycją, współpracą polityczną i informacyjną. Od 1988 roku działał na rzecz Polonii w ZSRR, zajmował się organizowaniem łączności z Francją, RFN i USA. W marcu 1989 roku został delegatem na zjazd krajowy „S” RI w Warszawie, od 1990 roku działał w Małopolskim Sojuszu Niepodległościowym.
Dzięki jego staraniom stała się możliwa repatriacja Polaków z Kazachstanu. Był współpracownikiem Ośrodka Informacyjnego „Wschód” i Fundacji Wschodniej „Wiedza”, w styczniu 1991 roku w Wilnie brał udział w działaniach na rzecz obrony tamtejszego Parlamentu.
Działalność Piotra Hlebowicza nie uszła uwadze Służby Bezpieczeństwa, która inwigilowała go w ramach Sprawy Operacyjnego Rozpracowania o kryptonimie „Stalaktyty” związanej z rozpracowaniem działaczy NSZZ „Solidarność” RI oraz Kwestionariusza Ewidencyjnego o kryptonimie „Obszarnik”, założonego na jego ojca Jerzego Hlebowicza, działacza NSZZ „Solidarność” RI na terenie gminy Gdów. Za udział w demonstracji 31 VIII 1982 w Gdańsku został skazany przez kolegium do spraw wykroczeń w Starogardzie Gdańskim na 30 dni aresztu.
W latach 1997–1998 był zatrudniony jako dyrektor promocji Urzędu Miasta Łodzi w Wilnie, od 2001 do 2004 roku był dyrektorem letnich szkół języka i kultury polskiej na Syberii. W 2007 roku został członkiem założycielem Stowarzyszenia Solidarność Walcząca. W 2006 roku został wiceprezesem Związku Repatriantów RP.
13 stycznia 2011 roku został zaproszony przez Parlament Litewski w Wilnie na uroczystości 20-lecia obrony niepodległości Litwy. Podczas tych obchodów na ręce Wicemarszałka Parlamentu Litwy został przekazany album pt. „Wilno - Warszawa : wspólna droga do wolności”, którego współautorem jest Piotr Hlebowicz.

## Publikacje książkowe
Jest autorem i współautorem książek:
- Vilnius - Varšuva : bendras kelias į laisvę = Wilno - Warszawa : wspólna droga do wolności. Kraków: Studio Frodo : Autonomiczny Wydział Wschodni „Solidarności Walczącej”, 2010. ISBN 978-83-930729-0-3. OCLC 750570404. Brak numerów stron w książce
- Gruzja nieznana : wspólne losy Gruzinów i Polaków. Kraków: Zysk i S-ka Wydawnictwo, 2011. ISBN 978-83-934093-0-3. OCLC 787854106. Brak numerów stron w książce
- Wołanie ze stepów : 80. rocznica deportacji Polaków z Ukrainy sowieckiej na stepy Kazachstanu 1936-2016. Kraków: Wydawnictwo Frodo Studio : Stowarzyszenie Sieć Solidarności, 2014. ISBN 978-83-934093-2-7. OCLC 956578585. Brak numerów stron w książce
- Ksiądz Kazimierz. Kraków: Związek Repatriantów RP, 2016. ISBN 978-83-944332-0-8. OCLC 907392171. Brak numerów stron w książce
- Piątka u Semki. Poznań: Zysk i S-ka Wydawnictwo, 2019. ISBN 978-83-8116-501-3. OCLC 1091331580. Brak numerów stron w książce

## Ordery i odznaczenia
Został upamiętniony w pamiątkowej księdze Parlamentu Litewskiego jako jego obrońca, otrzymał też odznaczenia:
- Krzyż Komandorski Orderu Odrodzenia Polski - 2020
- Krzyż Oficerski Orderu Odrodzenia Polski – 2007,
- Krzyż Semper Fidelis – 2000,
- Pro Memoria Prasy Podziemnej 1982–1989 (Kraków),
- medal Za zasługi dla Małopolskiej Solidarności,
- Medal Orderu „Za Zasługi dla Litwy”[9].